# Inherent Vice – Natürliche Mängel
Inherent Vice – Natürliche Mängel (Originaltitel: Inherent Vice) ist eine US-amerikanische Kriminalkomödie von Paul Thomas Anderson aus dem Jahr 2014. Es ist eine Verfilmung des Buches Natürliche Mängel des Schriftstellers Thomas Pynchon. Der Film spielt im Hippiemilieu Südkaliforniens des Jahres 1970, wo sich nach den Morden der Manson Family und dem aufkommenden Heroin als dominierende Droge der Summer of Love allmählich entzaubert hatte. Die Hauptrollen spielen Joaquin Phoenix, Josh Brolin, Reese Witherspoon und Owen Wilson. Der Film hatte seine Premiere beim New York Film Festival und kam am 12. Dezember 2014 in die US-amerikanischen Kinos. Der deutsche Kinostart war am 12. Februar 2015.

## Handlung
1970: Der häufig kiffende Hippie-Privatdetektiv Doc Sportello lebt in Gordita Beach, einer fiktiven und Manhattan Beach nachgezeichneten Stadt am Strand vor Los Angeles. Seine Ex-Freundin Shasta Hepworth taucht bei ihm auf und bittet ihn um Hilfe. Sie erzählt ihm von einer Affäre mit dem Immobilienbesitzer und Milliardär Mickey Wolfmann und davon, dass dessen Frau und deren Liebhaber ihn entführen und in eine psychiatrische Klinik einweisen wollen. Shasta sollte sich an dem Plan beteiligen. Sie beauftragt Doc, diese Verschwörung aufzuklären, ohne ihn bezahlen zu können. Kurze Zeit später verschwinden Wolfmann und Shasta plötzlich spurlos.
Zurück in seinem Büro wird Doc von Tariq Khalil aufgesucht, einem Mitglied der Black Guerrilla Family. Khalil sucht nach einem verschwundenen Mann namens Glen Charlock, der ihm Geld schuldet. Wie Doc herausfinden kann, ist Charlock Mitglied der Aryan Brotherhood und ein Bodyguard von Mickey Wolfmann. Doc fährt zu einem Bordell von Wolfmann, um dort nach Charlock zu suchen. Doch ehe er sich versieht, wird er mit einem Baseballschläger niedergeschlagen. Als er wieder zu sich kommt, wacht er neben der Leiche von Charlock auf. Er wird verhaftet und des Mordes an Glen Charlock sowie der Beteiligung am Verschwinden von Shasta Hepworth und Mickey Wolfmann verdächtigt. Ein Anwalt namens Sauncho Smilax bekommt ihn wieder frei. Der LAPD-Detektiv Christian Bjornsen versucht unterdessen, Doc davon zu überzeugen, Informant für die Polizei zu werden.
Den nächsten Auftrag erhält Doc von einer Frau namens Hope Harlingen, die ihren bereits tot erklärten Mann Coy sucht. Sie glaubt fest daran, dass dieser noch lebt. Kurz darauf trifft sich Doc mit der Frau von Mickey Wolfmann und der stellvertretenden District Attorney Penny Kimball, mit der er auch eine Affäre hat. Sie hält es nicht für unwahrscheinlich, dass Doc Charlock getötet hat. Sie geht davon aus, dass er es vergessen hätte, da er ständig high ist. Doc bekommt eine Nachricht von einer Frau namens Jade, die Angestellte in Mickey Wolfmanns Bordell war. Sie sagt ihm, er solle sich vor dem „Golden Fang“ (goldener Giftzahn) hüten. Die beiden treffen sich. Bei diesem Treffen erklärt Jade, dass es sich bei dem Golden Fang um einen vertikal integrierten Drogenhändlerring handelt. Kurz darauf trifft Doc auch zufällig auf Coy Harlingen, der sich versteckt hält. Coy erklärt ihm, dass er Polizei-Informant sei, aussteigen wolle und nun Angst um sein Leben habe. Der einzige Wunsch, den er habe, sei es, wieder zu seiner Frau zurückzukehren.
Als Doc, von einer anderen Spur getrieben, zu einer psychiatrischen Klinik in die Wüste fährt, erkennt er dort zwei FBI-Agenten, die Mickey Wolfmann gerade abführen. Er schafft es, zu Mickey zu gelangen und mit diesem zu sprechen. Mickey erzählt ihm, dass er sein altes Leben hinter sich lassen wollte, sein Vermögen weggeben und Wohnraum in einer in der Wüste erbauten Siedlung kostenlos für alle zur Verfügung stellen wollte, die welchen benötigten. Der Aufenthalt in der Psychiatrie habe ihn wieder in seinen Immobilienbesitzer-Habitus zurückversetzt.
Wieder zuhause angekommen steht plötzlich Shasta in seinem Haus. Sie entschuldigt sich bei ihm für den ganzen Aufwand ihretwegen und Doc und Shasta schlafen miteinander. Die Frage, ob sie jetzt wieder zusammen wären, verneint Doc. Kurz darauf trifft sich Doc wieder mit Penny Kimball, die ihn geheime Dokumente lesen lässt. Dadurch wird er auf den Kredithai Adrian Prussia aufmerksam, der für die Polizei arbeitet und auch für diese tötet. Prussia war in einen Deal mit dem Dealerring „Golden Fang“ zusammen mit Glen Charlock verwickelt. Dabei muss Charlock ermordet worden sein. Doc sucht Adrian auf und erkennt sofort dessen Besessenheit für Baseball-Schläger. Er geht davon aus, dass es Adrian gewesen sein muss, der ihn damals niedergeschlagen hatte. Doc wird von einem Mann namens Puck Beaverton entführt und betäubt. Als er zu sich kommt, ist er in einem Verhörraum an ein Rohr gefesselt. Trotzdem schafft er es, sich von den Handschellen zu befreien und tötet sowohl Puck als auch Adrian. Als er ein Heroinversteck im Kofferraum seines Autos findet, erkennt Doc, dass er von Bjornsen hereingelegt wurde.
Doc trifft sich mit dem Anwalt Crocker Fenway, der die Drogen für „Golden Fang“ wieder beschaffen will. Doc will kein Geld dafür. Er tauscht die Drogen gegen die Freiheit von Coy Harlingen ein. „Golden Fang“ erweist sich als amerikanische Familie mit zwei Kindern, die die Drogenpakete in ihren Familienkombi umladen. Coy kann zu seiner Familie zurückkehren.
Der Film endet mit einer Autofahrt von Doc und Shasta. Auf die Frage, ob sie nun wieder zusammen wären, verneint Doc dies.

## Hintergrund
Im Dezember 2010 wurde bekannt, dass Paul Thomas Anderson Natürliche Mängel verfilmen wollte. Er schrieb das Drehbuch nebenbei zu seinem Film The Master. An der Rolle des Larry „Doc“ Sportello soll auch Robert Downey Jr. interessiert gewesen sein. Die Rolle ging letztendlich an Joaquin Phoenix. Im Mai 2013 wurden die anderen Hauptdarsteller gefunden.
Der Filmdreh begann im Mai 2013 und sollte bis August 2013 andauern. Die Verhältnisse während des Filmdrehs sollen laut den Schauspielern Josh Brolin und Jena Malone „chaotisch aber nicht unstrukturiert“ gewesen sein.
Im Februar 2014 wurde bekannt, dass der Gitarrist Jonny Greenwood der britischen Band Radiohead die Musik zu dem Film beisteuern wird.

## Soundtrack
Der Soundtrack des Films besteht einerseits aus sinfonischen Kompositionen des Radiohead-Gitarristen Jonny Greenwood. Er ist andererseits durchsetzt mit Surfmusik, Psychedelic Rock und Soul, die in etwa aus der Zeit stammt, in der der Film spielt, und die das Surfer- und Hippiemilieu der Figuren illustriert und charakterisiert. In den Tracks Spooks und Under the Paving-Stones, the Beach! ist die Stimme der Psychedelic-Folk-Musikerin Joanna Newsom zu hören, die im Film die mit Doc befreundete Erzählerin Sortilège spielt.
In der Romanvorlage bringt der Autor Thomas Pynchon diskursiv zahlreiche Verweise auf popkulturelle Artefakte wie Songs von Surf- oder Psychedelic-Bands, Fernsehserien der 60er Jahre und Filmen der 40er und 50er Jahre ein (z. B. Interstellar Overdrive von Pink Floyd). Im Soundtrack des Films findet sich jedoch nur das Surf-Stück Here Comes the Ho-Dads von The Marketts wieder, das die Hauptfigur Doc Sportello in seinem Wagen hört, während er auf dem Heimweg vom Haus der Band Boards einen Verfolger abschüttelt.
- Jonny Greenwood: Shasta
- Can: Vitamin C (von der LP Ege Bamyasi, 1972)
- Jonny Greenwood: Meeting Crocker Fenway
- The Marketts: Here Comes the Ho-Dads (1962)
- Jonny Greenwood: Spooks
- Jonny Greenwood: Shasta Fay
- Minnie Riperton: Les Fleur (1972)
- Jonny Greenwood: The Chryskylodon Institute
- Kyu Sakamoto: Sukiyaki (1962)
- Jonny Greenwood: Adrian Prussia
- Neil Young: Journey Through the Past (1972)
- Les Baxter: Simba
- Jonny Greenwood: Under the Paving-Stones, the Beach!
- Jonny Greenwood: The Golden Fang
- Jonny Greenwood: Amethyst – Jonny Greenwood
- Jonny Greenwood: Shasta Fay Hepworth
- Chuck Jackson: Any Day Now (1962), komponiert von Burt Bacharach

## Rezeption
Die Kritiken zu Inherent Vice waren größtenteils positiv. Die Rezensionssammlung Rotten Tomatoes listet 252 Kritiken, von denen 73 % positiv waren.
Katharina Grimnitz von epd Film vergab 3 von 5 Sternen. In Inherent Vice treffe „The Big Sleep auf The Big Lebowski, während im Hintergrund Chinatown und The Long Goodbye“ winkten. Letztendlich sei der Film „eine geradezu gediegene Literaturverfilmung, die eine ganze Kohorte von grandiosen Schauspielern für Minutenauftritte“ vergeude. Alles sei zwar „makellos in Szene gesetzt und hochatmosphärisch aufgeladen, als ginge es tatsächlich um zeitgeschichtlich Bedeutsames wie etwa das klägliche Verenden der Gegenkultur unter Nixon, Drogenmissbrauch und die Schreckenstaten der Manson-Bande […], aber wo er Tiefe zeigen will“, erweise „sich der Film als so flach wie sein Humor.“
2016 belegte Inherent Vice bei einer Umfrage der BBC zu den 100 bedeutendsten Filmen des 21. Jahrhunderts den 76. Platz.

## Auszeichnungen
Bei den Critics’ Choice Movie Awards 2015 war der Film in den Kategorien Bestes Kostümdesign, Beste Ausstattung sowie Paul Thomas Anderson für die Beste Drehbuch-Adaption und Josh Brolin als Bester Nebendarsteller nominiert. Hauptdarsteller Joaquin Phoenix war bei den Golden Globe Awards 2015 nominiert. Bei der Oscarverleihung 2015 war Mark Bridges für das Beste Kostümdesign und Paul Thomas Anderson für das Beste adaptierte Drehbuch nominiert.
Insgesamt wurde der Film in unterschiedlichen Kategorien für knapp 100 Preise nominiert, bzw. mit Preisen ausgezeichnet.